# Vicente Ferreira da Silva
Vicente Ferreira da Silva (* 3. Februar 1916 in São Paulo; † 19. April 1963 in Guarujá) war ein brasilianischer Philosoph und Autor. Ferreira da Silva war in Brasilien einer der ersten Autoren, die sich mit Mathematischer Logik beschäftigt haben. Er war Assistent des Philosophen und Logikers Willard Van Orman Quine, als dieser sich in Brasilien aufhielt.

## Leben
Vicente Ferreira da Silva studierte Rechtswissenschaft an der Faculdade de Direito do Largo de São Francisco und schloss mit einem Bachelor ab. Er praktizierte jedoch nicht als Jurist, sondern widmete sich der Philosophie. Er war mit der Lyrikerin und Übersetzerin Dora Ferreira da Silva verheiratet. In ihrem Haus in São Paulo empfingen sie Intellektuelle und Schriftsteller. Zusammen mit João Guimarães Rosa, Agostinho da Silva, Oswald de Andrade, Enzo Paci, Julian Marias, Vilém Flusser und Saint-John Perse bildete er einen Arbeitskreis.
Als Philosoph war er beeinflusst von den Denkern und Autoren Martin Heidegger, Willard van Orman Quine, Schelling, Jacob Böhme, Novalis, Hölderlin, Nietzsche, Louis Lavelle und T. S. Eliot.
Er selbst wiederum beeinflusste Personen wie Miguel Reale, Delfim Santos, Vilém Flusser, Agostinho da Silva, Eudoro de Sousa, Heraldo Barbuy, Renato Cirell Czerna, Guimarães Rosa, Leonardo Van Acker, Oswald de Andrade oder Newton da Costa.
Seit 1955 war Ferreira da Silva ein Mitglied im Wissenschaftlichen Beirat der Sachbuchreihe Rowohlts deutsche Enzyklopädie. Im selben Jahr gründete er gemeinsam mit seiner Ehefrau Dora und mit Milton Vargas die bis zu seinem Tod erschienene Zeitschrift Diálogo.
Anfang der 1990er wurde das Interesse an Ferreira da Silva und seinem Werk wiedererweckt. Ab 2009 erschien eine mehrbändige Gesamtausgabe seiner Schriften.
Silva starb im Alter von 47 Jahren bei einem Autounfall.

## Schriften
- Lógica Moderna (1939)
- Elementos de Lógica Matemática (1940)
- Ensaios Filosóficos (1948)
- Exegese da Ação (1949 e 1954)
- Ideias para um Novo Conceito de Homem (1951)
- Teologia e Anti-Humanismo (1953)
- Instrumentos, Coisas e Cultura (1958)
- Dialética das Consciências (1950). ISBN 978-85-88062-75-7
- Dialética das Consciências - Obras completas (2009)
- Lógica Simbólica - Obras completas (2009)
- Transcendência do Mundo - Obras completas (2010)

Seine Schriften sind bisher weder ins Deutsche noch ins Englische übersetzt worden.